# COVID-19-App
COVID-19-Apps sind in Bezug auf die COVID-19-Pandemie entwickelte mobile Apps, um zum Beispiel den Infektionsschutz technisch zu unterstützen. Die häufigsten Anwendungen dieser Apps sind: Kontaktpersonennachverfolgung (Contact Tracing), Quarantäne-Überwachung, das Bereitstellen von Informationen und/oder das Sammeln von Daten. Diese mobilen Apps gehören zur Software, die zur Bekämpfung der COVID-19-Pandemie entwickelt wurde, und lieferten sowohl qualitative als auch quantitative Daten.

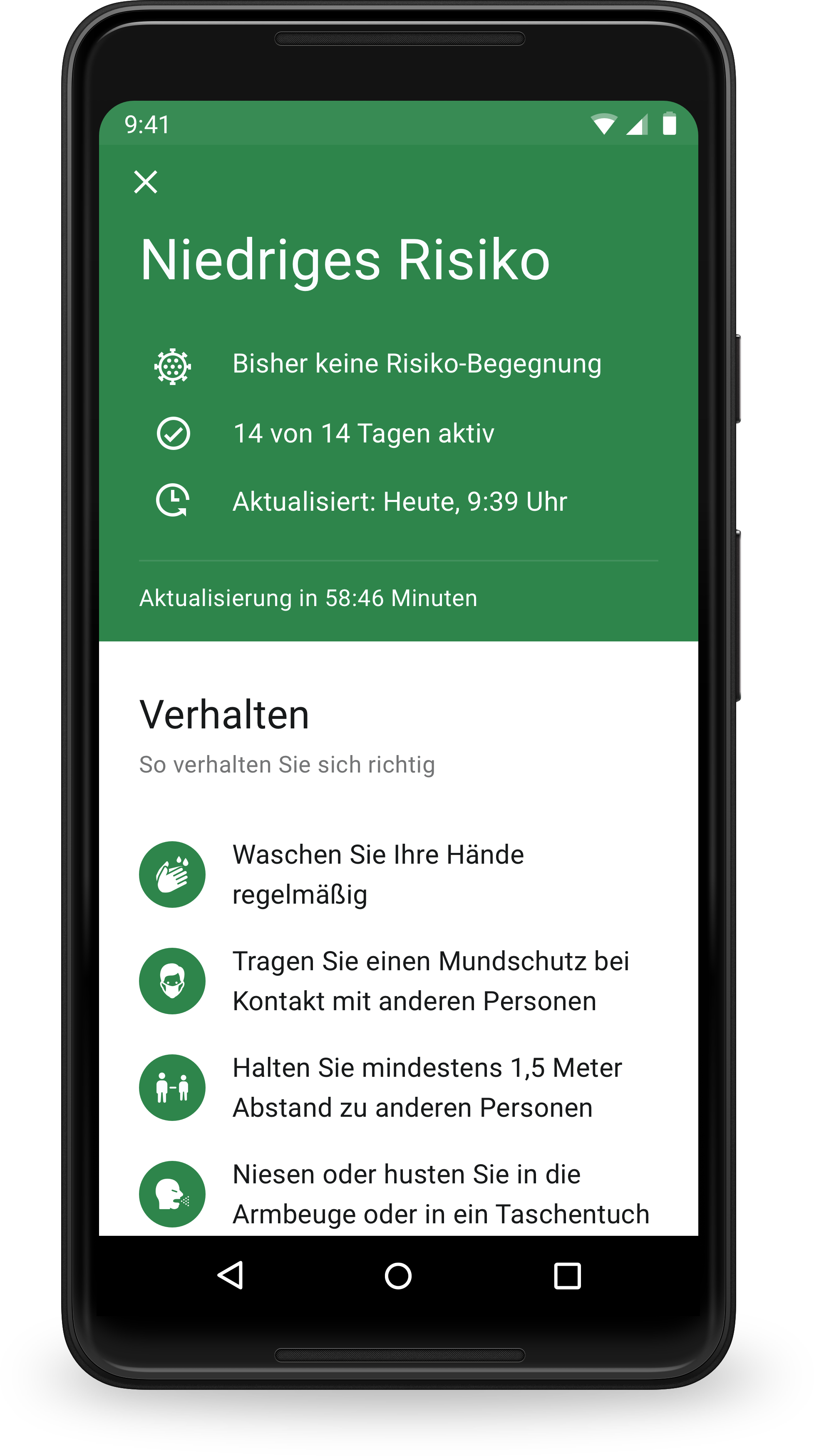
Screenshot der deutschen Corona-Warn-App

## Contact-Tracing-App
Mit Contact-Tracing-Apps sollte die Nachverfolgung von Kontakten zu Infizierten unterstützt werden, um Infektionsketten unterbrechen zu können. Die App zeichnet dazu (in der Regel über die Bluetooth-Technologie) den engen Kontakt zu anderen Smartphones mit ebenfalls installierter Contact-Tracing-App auf. Sollte einer dieser Kontakte später aufgrund einer diagnostizierten COVID-19-Infektion als Risikokontakt eingestuft werden, können so automatisch alle Kontaktpersonen informiert werden, um sich selbst isolieren oder testen zu lassen. Dadurch kann eine weitere Verbreitung der Krankheit verhindert werden. Dies ist besonders bei SARS-CoV-2 von Bedeutung, da das Virus bereits vor Ausbruch von Symptomen (in der sog. Inkubationszeit) ansteckend sein kann und somit häufig unbemerkt verbreitet wird. Da ein Risikokontakt immer erst nachträglich festgestellt werden kann, warnt eine Corona-App jedoch nicht „live“ vor der Nähe zu aktuell Infizierten.
Eine Kontaktpersonennachverfolgung kann bei jedem Bekanntwerden einer Infizierung stattfinden. Die händische Nachverfolgung ist jedoch extrem aufwändig und kann nur Kontakte identifizieren, die dem Infizierten persönlich bekannt sind oder etwa in Kontaktlisten dokumentiert wurden; nicht aber z. B. Zufallskontakte im ÖPNV. In Österreich arbeiteten Mitarbeiter aus dem Bundeskriminalamt bzw. den Landeskriminalämtern Fragebögen der Gesundheitsbehörden ab. In Deutschland stellte Ende März 2020 das Robert Koch-Institut zur Unterstützung der Gesundheitsämter etwa 500 „Containment Scouts“ (meistens Studenten) für ein halbes Jahr ein. Auch die Bundeswehr unterstützte hierbei. Durch die Contact-Tracing-App konnte dieser Prozess erheblich beschleunigt und sowohl Genauigkeit als auch Abdeckung der Kontaktnachverfolgung verbessert werden.
Am 17. März 2020 hat das Team um Professor Christophe Fraser vom Big Data Institute der Universität Oxford den europäischen Regierungen eine Machbarkeitsstudie für eine mobile App zur Kontaktverfolgung vorgelegt und deren Effizienz in der Ermittlung von Kontakten vor den ersten Symptomen einer Erkrankung belegt. Herkömmliche Methoden seien durch die Corona-spezifische frühe Übertragung zu langsam. Laut einer am 31. März 2020 in Science veröffentlichten Simulation könnten Contact-Tracing-Apps zur Vermeidung oder zum Verlassen einer Massenquarantäne eine kritische Rolle spielen. Der Projektleiter der BlueTrace-Veröffentlichung warnte jedoch davor, dabei auf menschliche Betrachtungen weiterer Einflussgrößen wie etwa örtlicher Begebenheiten und Aktivitäten der Personen zu verzichten.

### Technik
Die Apps müssen andere Smartphones in der Nähe ermitteln können. Dazu wird größtenteils die Funktechnik Bluetooth Low Energy verwendet. Über die Signalstärke soll die Entfernung zweier Smartphones geschätzt werden. Smartphones sollen Zusammentreffen speichern, die einen gewissen Abstand über eine bestimmte Mindestzeit unterschritten. Da Nahfunkwellen nicht ideal kugelförmig abgestrahlt werden, sondern die Abstrahlung einer Nierencharakteristik unterliegt, hat das Verfahren prinzipiell eine gewisse Ungenauigkeit. Die gesamte Kommunikation wird in verschlüsselter Form auf dem jeweiligen Telefon gespeichert. Will ein Infizierter andere Nutzer warnen, muss vor dem Absenden der Warnung ein von der lokalen Behörde ausgestellter Code eingegeben werden, der die Infektion bestätigt, um Missbrauch auszuschließen.
Technisch ist die nachfolgende Datenverarbeitung grundsätzlich sowohl zentralisiert als auch dezentral möglich.
Eigenschaften des zentralen Matchings:
- Der zentrale Server speichert die Kontakte aller Nutzer und wertet diese auf Risikokontakte aus
- Rückmeldungen falsch positiver Fälle können korrigierend für künftige Beobachtungen eingebracht werden (Tuning)
- Die Umgehung von Quarantäne-Verpflichtungen kann besser überwacht werden; zudem erhalten Gesundheitsbehörden detaillierte Daten über Infektionsherde
- Bietet allerdings „erhebliche Missbrauchspotenziale“, etwa die Erstellung von Bewegungsprofilen.[13]

Eigenschaften des dezentralen Matchings:
- Der zentrale Server erhält nur die pseudonymisierten Schlüssel von Infizierten und auch nur, wenn diese sie zur Veröffentlichung freigegeben haben
- Der Abgleich dieser Schlüssel mit den eigenen Kontaktpersonen findet nur lokal auf dem eigenen Smartphone statt
- Eine Rückverfolgung von Personen ist nicht möglich; auch Risikokontakte sind nur für die Nutzer selbst sichtbar.

Epidemiologische Forschungen sind mit beiden Ansätzen möglich.
Während etwa die deutsche Corona-Warn-App komplett dezentral und pseudonym arbeitet (ein direkter Zugriff der Behörden auf die Daten also technisch unmöglich ist), wurden z. B. in China die personalisierten Daten automatisch an die Polizei weitergeleitet. Das EU-Parlament entschied am 17. April 2020, dass die Datenspeicherung durch Contact-Tracing-Apps in ganz Europa grundsätzlich dezentral und pseudonym zu erfolgen hat.
Eine andere, zu Beginn der Pandemie diskutierte Form der Corona-App wäre das sogenannte Contact Tracking. Hierbei werden nicht direkte Kontakte zwischen zwei Apps aufgezeichnet, sondern Standortdaten (etwa Daten von Mobilfunkzellen, GPS oder WLAN-Signale) ausgewertet, um mögliche Risikokontakte zu identifizieren. Die Technologie setzt jedoch eine Form der Vorratsdatenspeicherung voraus und ist relativ ungenau; deshalb kam sie bei COVID-19 in der Praxis nicht zum Einsatz.

### Initiative von Apple und Google

Logo der gemeinsamen Initiative von Apple und Google

Apple und Google veröffentlichten für ihre jeweiligen Smartphone-Betriebssysteme iOS und Android entsprechende Schnittstellen (API), um das Contact Tracing per App zu ermöglichen. Beide Hersteller unterstützen dabei ausschließlich den dezentralen Ansatz und pro Staat nur eine einzige App (außer das Land optiert für einen regionalen Ansatz). Der Herausgeber muss eine öffentliche Körperschaft sein und kein privates Unternehmen. Zudem darf die App keine Standortdienste auswerten (s. o. Contact Tracking), muss werbefrei und auf Datensparsamkeit ausgerichtet sein. Google lieferte die Funktionen über die Google-Play-Dienste ihres Betriebssystemkerns aus. Der Dienst wurde daher automatisch, ohne Systemupdate, installiert. Bei Apple dagegen war dieses erforderlich.
Der Europäische Datenschutzbeauftragte begrüßte den Vorstoß und kündigte an, dass der Europäische Datenschutzausschuss den Prozess kritisch begleiten wird. Moxie Marlinspike, der den verschlüsselten Instant-Messenger Signal entwickelt hat, warnte, dass die Öffnung der APIs eine potenzielle Gefahr darstellen könnte. Allerdings können nur zertifizierte Corona-Apps auf diese zugreifen. Die American Civil Liberties Union (ACLU) forderte unter anderem, dass Nutzer die Proximity-Datenaufzeichnung unterbrechen können müssen.

### PEPP-PT
Das Pan-European Privacy-Preserving Proximity Tracing (PEPP-PT) war zu Beginn der Pandemie eine Initiative zur Entwicklung einer Basistechnologie, auf dessen Grundlage unterschiedliche nationale Apps entstehen sollten. Laut Spiegel entschieden sich Regierungschefs von Bund und Ländern am 15. April 2020 für deren Unterstützung. Eine Dokumentationen stand ab dem 24. April 2020 zur Verfügung.
Zu PEPP-PT gab es zwei Realisierungsvorschläge:
- eine „deutsche“ Variante[29]
- eine „französische“ Variante ROBERT: ROBust and privacy-presERving proximity Tracing[30]

Beide speichern Kontakte zentralisiert. Während bei ROBERT auf Polling zur Abfrage des Infektionsstatus gesetzt wurde, sollte bei der deutschen Variante ein Push-Mechanismus verwendet werden. Wie der Push-Mechanismus Anonymität wahren soll, wurde nicht dargelegt.
Nachdem sich Widerstand gegen die zentrale Methode von PEPP-PT regte, wandten sich die meisten Regierungen wieder davon ab und setzten stattdessen auf Projekt DP-3T.

### DP-3T
Das Decentralised Privacy-Preserving Proximity Tracing (DP-3T, auch DP3T) ist ein offenes Protokoll zur COVID-19-Nahbereichsverfolgung mit Hilfe des Bluetooth-Low-Energy-Nahfunks. Dabei bleiben persönliche Daten und Berechnungen im Telefon einer Person. Es wurde von 25 Wissenschaftlern und akademischen Forschern aus Europa erstellt. Das DP-3T begann an der EPFL und der ETHZ und wurde seither ausgedehnt.
Mitglieder von DP-3T beteiligten sich ursprünglich an der losen Übereinkunft des PEPP-PT-Projekts. DP-3T war anfänglich nicht das einzige Protokoll unter diesem Dach. PEPP-PT befürwortet jedoch seit April 2020 zentralisierte Ansätze mit unzureichenden Datenschutzeigenschaften gegenüber dem dezentralen Ansatz.
Für den dezentralen DP-3T-Ansatz wurden Spezifikation und Details zu Designentscheidungen sowie eine Implementierung DP-3T (14. April 2020) veröffentlicht. Am 16. April wurden jegliche Erwähnungen dazu auf der PEPP-PT-Projektwebseite entfernt.
Seit 17. April 2020 stehen Vorab-Versionen für Android und iOS zur Verfügung.
Serge Vaudenay von der École polytechnique fédérale de Lausanne (EPFL) gab anfangs zu bedenken, DP-3T könne die Privatsphäre mindern. Eine Analyse der Argumente durch das DP-3T-Projekt kommt jedoch zum Schluss, dass die meisten der Argumente entweder für alle vorgeschlagenen Bluetooth basierte Tracing-Lösungen zutreffen, oder auf Missverständnissen bezüglich der Funktionsweise von DP-3T basieren.

### TCN-Protokoll und -Apps
Das Temporary-Contact-Numbers-Protokoll entstand aus dem WirVsVirus Hackathon der Bundesregierung und der gemeinsamen Arbeit mit CoEpi und Covid-watch. Einige der in die Entwicklung des Protokolls involvierten Akteure sind: CovidWatch, CoEpi, ITO, Commons Project, Zcash Foundation und Openmined.
Die erste Android-App war die ito-App. Sowohl das Protokoll als auch die ito-App sind unter einer MIT-Lizenz veröffentlicht. Die erste in den App-Stores veröffentlichte Tracking-App ist die NOVID-App von Expii, welche an der Carnegie Mellon University entstanden ist.

### Netzwerkbasierte Standortverfolgung
Einige Länder verwenden netzwerkbasierte Standortverfolgung anstelle von Apps, wodurch das Herunterladen einer App als auch die Möglichkeit, die Verfolgung zu vermeiden, entfällt. In Israel wurde die netzwerkbasierte Standortverfolgung genehmigt. Peter Schaar sprach sich schon am 6. März 2020 gegen diesen Ansatz aus.
Mitte März 2020 wurde bekannt, dass ungefähr 12 Staaten prüften, einen Corona-Tracker des israelischen Spyware-Herstellers NSO Group zu nutzen. Dieser Tracker wertete jedoch „riesige Mengen historischer Standortdaten aus“.

### BlueTrace / OpenTrace
OpenTrace ist die Referenzimplementierung von BlueTrace, einem Protokoll zur Wahrung der Privatsphäre bei epidemiologischer Kontaktverfolgung zur Bekämpfung von COVID-19.

## Deutschland

### Corona-Warn-App
Die Corona-Warn-App wurde am 16. Juni 2020 vom Robert Koch-Institut veröffentlicht. Sie wurde von den Unternehmen SAP und Deutsche Telekom AG entwickelt, wobei auf Software von Apple/Google, DP-3T und TCN zurückgegriffen wurde, und ist komplett dezentral sowie pseudonym designt. Auch von Datenschützern, die eng an ihrer Entwicklung beteiligt wurden, wird sie daher empfohlen.
Die App ist interoperabel mit den Versionen der Länder: Belgien, Finnland, Irland, Italien, Kroatien, Lettland, Litauen, Malta, Niederlande, Slowenien und Spanien, sodass hier auch grenzüberschreitende Infektionsketten nachverfolgt werden können.
Am 26. August 2021 teilte das RKI mit, dass 500.000 Menschen über die Warn-App ihr positives Testergebnis mitgeteilt hätten. Dadurch hätten in über 200.000 Fällen Infektionsketten unterbrochen werden können. Nachdem die Corona-Warn-App ab dem 1. Juni 2023 in einen vorläufigen Ruhemodus versetzt wurde, teilte die Bundesregierung mit, dass insgesamt über 240 Millionen Testergebnisse digital bereitgestellt werden konnten. Insgesamt wurden so bis Juni 2023 neun Millionen positive Testergebnisse geteilt.

### Corona Contact Tracing Germany
Corona Contact Tracing Germany ist eine Abspaltung der Corona-Warn-App für Android, welche die proprietäre Programmbibliothek um auf das Exposure-Notification-Framework zuzugreifen durch eine freie Implementierung ersetzt. Dabei kann entweder auf die bereitgestellte Schnittstelle durch microG zugegriffen werden, oder direkt durch die App auf Bluetooth Low Energy (BLE) zugegriffen werden. Dadurch kann erstmals komplett ohne Abhängigkeiten von Google eine Variante der Corona-Warn-App auf Android verwendet werden. Die App kann aus dem App-Store F-Droid heruntergeladen werden.
So wie es die Datenschutz-Grundverordnung Art. 35 fordert, wurde für die Corona-Warn-App eine Datenschutz-Folgenabschätzung erstellt, welche die Risiken bewertet, die die Verarbeitung der personenbezogenen Daten nach sich ziehen. Als besonders hoch werden dabei die Risiken eingeschätzt, die durch Verwendung von Dritt-Technologien entstehen: „Der Umstand, dass die CWA App die Konnektivitäten und das ENF von Google und Apple verwendet, stellt ein erhebliches Risiko dar, welches durch das RKI jedoch praktisch nicht beseitigt und auf technischer Ebene auch nicht reduziert werden kann.“ Diese Problematik besteht bei der Corona Tracing App nicht mehr.

### Datenspende-App
Das Robert Koch-Institut hat am 7. April 2020 die Corona-Datenspende-App veröffentlicht. Bei dieser App zur Datenspende geht es um die statistische Erfassung auffälliger Vitaldaten in der Bevölkerung wie etwa Fieber und/oder erhöhter Pulsfrequenz, um die Dunkelziffer der mit dem Coronavirus infizierten Menschen besser aufzuklären. Die App greift hierzu auf die Daten von Smartwatches oder Fitnessarmbändern zu.
Kritisiert wird u. a., dass der Quellcode nicht offen einsehbar ist sowie die lange Speicherdauer medizinischer Daten. Zudem wird das Projektmanagement kritisiert, die unter Zeitdruck entwickelte App zeige unerlaubte Wechselwirkungen einzelner Module. Eine Sicherheitsbetrachtung des Chaos Computer Clubs ermutigt das RKI und weitere Betreiber von Corona-Apps zu einer „proaktiven, transparenten und chancengetriebenen Betrachtung der Informationssicherheit.“ Ein etwaiger Angriff auf die Informationssicherheit schaffe gesamtgesellschaftliche Risiken, wenn Akzeptanz und Vertrauen in App-gestützte Maßnahmen zur Eindämmung der SARS-CoV-2-Pandemie schwinden.

### Luca
Die App Luca ist eine Smartphone-Anwendung, deren Schwerpunkt auf der Kontaktnachverfolgung möglicher Infizierter liegt. Realisiert wird dies durch anonymisierte QR-Codes, die Veranstalter, Gastronomen und Besucher voneinander abscannen. Auf diese Daten können die Gesundheitsämter Zugriff erhalten. Mediale Aufmerksamkeit erhielt die App durch die Mitwirkung von Smudo und anderen Künstlern bei der Entwicklung.

### SafeVac 2.0
Smartphone-App zur Erhebung der Verträglichkeit von COVID-19-Impfstoffen.

### Warn-App NINA mit Informationen zu Corona
Die Warn-App NINA ist konzeptionell in MoWaS eingebunden und wurde seit April 2020 vom BMI für die Information zur Coronagefahrenlage empfohlen.
Weitere, ähnliche Apps sind Katwarn und BIWAPP.

### GeoHealth-App
Im April 2020 startete die erste privatwirtschaftliche Coronatracking-App für Deutschland und die Schweiz im iOS und Google Play Store. Basierend auf den Geolokalisationsdaten einer Person, kann die App die Infektionswahrscheinlichkeit mit COVID-19 für die letzten 14 Tage anzeigen. Die App hat weltweit mehrere hundert tausende Nutzer, betrieben wird sie von einer gemeinnützigen GmbH, finanziert unter anderem durch eine Crowdfunding-Kampagne und die Z Zurich Foundation.

### Digitales Symptom-Tagebuch
Geplant ist ein digitales Symptom-Tagebuch zur Unterstützung der Gesundheitsämter. Die Nutzer sollen täglich Daten über ihren Gesundheitszustand eintragen, sodass nicht mehr täglich angerufen werden muss, um eine Verschlechterung des Gesundheitszustandes der Nutzer zu erkennen. Entwickelt wird es von Climedo Health und SAS Institute.

### CovApp
Diese App ist eine vom Arzt Alexander Thieme von der Berliner Charité entwickelte Web-App, die auf Basis von Patientenantworten die Wahrscheinlichkeit einer Infektion mit dem Coronavirus SARS-CoV-2 ermittelt, Handlungsempfehlungen gibt und die Abläufe im Krankenhaus optimiert. Die App enthält einen medizinischen Fragebogen, der nach den aktuellen Symptomen und möglichen Kontakten fragt. Nach der Beantwortung des Fragebogens erhält der Nutzer die Information, ob ein Test oder eine medizinische Untersuchung sinnvoll ist und gibt einen QR Code aus, der die Patientenantworten enthält. Der QR Code kann im Klinikum eingescannt werden und so die Anamnese beschleunigen. Inzwischen wurde die Version 2.0 veröffentlicht, die umfassendere Handlungsempfehlungen geben und spezielle Situationen wie z. B. eine Infektion einer geimpften Person oder einen möglicherweise falsch negativen Antigentest erkennen kann.

### CoroNotes
Dies ist ein Symptomtracker des KI-Zentrums an der Universität Tübingen, des Max-Planck Instituts für Intelligente Systeme, des Universitätsklinikum Tübingen und weiteren Unternehmen. Ziel ist es Daten zu COVID-19 zu sammeln und medizinische und wissenschaftliche Studien in diesem Bereich zu unterstützen. Gespeichert werden die Antworten zu den Gesundheitsfragen, um die Symptome einer Infektion sowie Frühindikatoren für schwere Krankheitsverläufe zu erkennen.

### #WirVsVirus-Hackathon
Bei diesem Hackathon sollte an Lösungen für die Herausforderungen durch COVID-19 gearbeitet werden. In der Zeit vom 20. März bis zum 22. März 2020 entstanden über 1.500 Softwareprodukte, von denen 130 Projekte in die Umsetzung gehen sollen. Darunter waren beispielsweise Informations-Apps wie UDO oder Apps zur Nachbarschaftshilfe wie Colivery und Machbarschaft.

### ito-App
Die Tracking-App entsteht aus der Zusammenarbeit mehrerer Teilnehmer des #WirVsVirus-Hackathons. Es basiert auf dem TCN-Protokoll.

### quarano
Die App zur Nachverfolgung von Coronafällen ist während des #WirVsVirus-Hackathons entstanden und wird seit Mai 2020 vom Gesundheitsamt Mannheim eingesetzt.

## Österreich
Das Österreichische Rote Kreuz veröffentlichte am 25. März 2020 die Coronavirus-Tracking-App „Stopp Corona“. Die App kann mittels Bluetooth oder eines akustischen Signals Smartphones in der Nähe erkennen, die jene App nutzen. Diese Smartphones werden aufgelistet, so dass der Benutzer mit dieser Liste Personen händisch registrieren kann. Mit der App können alle Kontaktpersonen über einen positiven SARS-CoV-2-Test informiert werden. Seit Mitte April werden automatisiert Kontakte registriert. Auch kann man eine Verdachts- und Entwarnungs-Meldung abgeben. Die App ist für Android ab Version 6 und für iOS ab Version 12 (iPhone 5) verfügbar und soll mit DP-3T kompatibel werden.

## Schweiz
Mit Contact Tracing soll das Coronavirus in der Schweiz in Schach gehalten werden und rechtzeitig vor einer befürchteten zweiten Welle warnen. Dafür soll auch eine COVID-19-App eingesetzt werden. In der Corona-Session der eidgenössischen Räte wurde Anfang Mai 2020 verlangt, dass eine solche auf einer gesetzlichen Grundlage beruhen und freiwillig sein muss. Wer keine App benutzen will, soll dadurch keine Nachteile erfahren dürfen oder Dienstleistungen verweigert werden. Auch sollen nur technische Lösungen zugelassen werden, die keine personenbezogenen Daten zentral speichern. Die von den ETH entwickelte App DP-3T erfüllt diese Bedingungen. Am 20. Mai 2020 legte der Bundesrat mit einer Ergänzung des Epidemiengesetzes eine gesetzliche Grundlage für die Tracing-App vor. National- und Ständerat beschlossen diese Gesetzesänderung mit Dringlichkeitsrecht in der Sommersession 2020.
Am 25. Mai 2020 startete das Bundesamt für Gesundheit die Pilotphase der App. Für den 28. Mai 2020 wurde eine Offenlegung des Quellcodes sowie weitere Informationen zu einem Public-Security-Test angekündigt. Am 25. Juni 2020 wurde die App unter dem Namen SwissCovid für iOS und Android zum Download angeboten.
SwissCovid für Android kann aus dem Google Play Store direkt heruntergeladen und installiert werden. Für iPhones ab Softwareversion iOS 12.5 steht die SwissCovid App im App Store zum Download. Die Nutzung dieser Google- oder Apple-Dienste sind zwingend und ohne diese kann SwissCovid nicht genutzt werden. Seit Ostern 2021 ist SwissCovid mit der deutschen Warn-App kompatibel; Benachrichtigungen über eine mögliche Infektion werden auch an die Nutzer der anderen App gemeldet.
Per 31. März 2022 wurde die SwissCovid-App deaktiviert.

## Andere Länder

### Australien
In Australien wurde vom Department of Health die App Coronavirus Australia zur Information und am 27. April die Contact-Tracing-App COVIDSafe veröffentlicht. COVIDSafe basiert auf der in Singapur verwendeten Bluetooth-Technologie mit einem „digitalen Handschlag“ wie bei vielen Partnersuch-Apps. Die Anwendung von COVIDSafe ist freiwillig. Die Daten werden auf dem Smartphone und zentral auf australischen Servern gespeichert und nach 21 Tagen automatisch gelöscht.

### China
Die chinesische Regierung veröffentlichte am 9. Februar ein Mini-Programm (en: close contact detector), welches den Nutzern mitteilt, ob sie Kontakt mit einer infizierten oder möglicherweise infizierten Person hatten. Das Mini-Programm läuft innerhalb bekannter Apps wie Alipay, WeChat und QQ. Anfang März nutzten über 200 chinesische Städte diesen Dienst. Zu diesem Zeitpunkt war eine kürzlich eingeführte Neuerung ein per QR-Code aktualisierbarer, nur kurzfristig gültiger Farbcode der die Dauer der Quarantäne signalisiert: Grün – keine, Gelb – 7 Tage, Rot – 14 Tage. Es kommt vor, dass der Corona-Status bei Kontrollen am Ein- und Ausgang von U-Bahn Stationen, Geschäften und Büros vorgezeigt werden muss.

### Frankreich
Am 26. Mai hat die nationale Kommission für Informatik und Freiheiten (CNIL) eine zentralisierte Corona-App auf Basis von Bluetooth befürwortet; am 27. Mai stimmte die Mehrheit der französischen Nationalversammlung zu. Anfang Juni startete die App StopCovid (später umbenannt in TousAntiCovid).
Zwischen Befürwortern und Kritikern gab es heftige Auseinandersetzungen, weil mit der zentralisierten Lösung möglicherweise umfangreiche Kontaktlisten erstellt werden könnten. Die Nutzung ist freiwillig und anonymisiert. Es werden keine Standortdaten ermittelt.
Mittels Bluetooth werden Personen aus der näheren Umgebung erfasst und Alarm gegeben, wenn die Erkrankung einer Person bekannt wird, die in der letzten Zeit in der Nähe war. Die Akzeptanz der App erwies sich nach drei Wochen bis zum 22. Juni 2020 als vernachlässigbar. Gespeichert werden Daten nicht nur im Smartphone, sondern zentralisiert. Mit 1,8 Millionen Installationen wurden bis zum 23. Juni 2020 14 Meldungen ausgelöst. Die App muss auf iPhones immer im Vordergrund geöffnet sein, um Bluetooth-Signale zu senden.
Digitalstaatsminister Cédric O kündigte StopCovid als technologische Errungenschaft an, mit der Frankreich seinen Anspruch als moderne Start-up-Nation festigen wolle. Er verglich die ohne Google und Apple entwickelte App in der Nationalversammlung mit Frankreichs Aufstieg zur Atommacht und nannte sie „ein Symbol nationaler Unabhängigkeit“. Er wies Bedenken zurück, dass sich Frankreich damit einer europäischen Lösung entgegenstelle.
Laut einer Statistik der Gesundheitsbehörde DGS (Direction générale de la Santé) wurde die App (Stand August 2020) 2,3 Millionen Mal heruntergeladen. 1514 Personen haben seit Juni ein positives Ergebnis gemeldet, 93 Warnmeldungen an Kontaktpersonen wurden versandt.

### Island
Island ist ein sehr dünn besiedeltes Land mit nur 357.000 Einwohnern. Anfang April wurde eine Tracking-App, Rakning-Covid-19, eingeführt, die freiwillig genutzt werden kann. Sie erfasst den Ort der Begegnungen per GPS und speichert die Bewegungsprofile der Nutzer für zwei Wochen auf den jeweiligen Smartphone. Bei einem Infekt können Behörden mit Hilfe der App nachvollziehen, wo die Ansteckung stattgefunden hat und welche weiteren Kontakte vorgekommen sind. Am 4. April erreichte die erste Welle der COVID-19-Pandemie in Island mit 100 registrierten Neuinfektionen an einem Tag ihren Hochpunkt; danach flaute sie schnell ab.
Um den 10. Mai 2020 herum hatten fast 40 Prozent der Einwohner die App heruntergeladen; nach Einschätzung von Behörden war sie wenig hilfreich.

### Singapur
In Singapur wurde eine App namens TraceTogether am 20. März 2020 veröffentlicht. Es ist die weltweit erste nationale Bluetooth LE-Anwendung zur Ermittlung von Kontaktpersonen und verwendet den OpenTrace-Code zur Implementierung des BlueTrace-Protokolls. Mit Hilfe der Funktechnik Bluetooth Low Energy ermittelt diese App automatisch die Smartphones, die ebenfalls diese App benutzen. Dabei werden einige Kontaktdaten im Smartphone für 21 Tage gespeichert und anschließend gelöscht. Aus Singapur wurde bekannt, dass dort „jede App-Installation mit der Telefonnummer des Nutzers verbunden und somit identifizierbar“ ist. 80 Prozent der Bevölkerung nutzen die Anwendung.
Seit dem 12. Mai 2020 ist die Nutzung der App SafeEntry vorgeschrieben, um sich beim Betreten und Verlassen bestimmter Örtlichkeiten an- und abzumelden, beispielsweise: Büros und Fabriken, Bildungsinstituten, Krankenhäuser, Pflegeheime, Friseure, Supermärkte, Einkaufszentren (und bestimmte Markthallen), Hotels und schrittweise Taxis. Es wird dabei ein QR–Code oder alternativ der Barcode eines Ausweises gescannt.

### Südkorea
In Südkorea wurde die App Corona 100m am 11. Februar 2020 veröffentlicht. Aufgrund staatlicher Daten alarmiert die App den Benutzer, wenn sich dieser einem Ort weniger als 100 Metern nähert, wo jemand war, der sich infiziert hat. Die App gibt das Geschlecht, das ungefähre Alter und die Fallnummer des Infizierten an. Innerhalb der ersten 10 Tage wurde die App eine Million Mal installiert.
Eine Selbstdiagnose-App ist verpflichtend für alle nach Südkorea Einreisende. Ab Version 3 (1. April) auch mit automatisierter Erkennung der Personalausweis-Nummer. Die App erfasst den täglichen Gesundheitszustand für 14 Tage nach Ankunft in Südkorea. Man wird angerufen, falls man die Meldung nicht macht.
Es gibt eine Quarantäne-App, die GPS nutzt. Die App soll es den Benutzern ermöglichen mit ihren Betreuern in Kontakt zu bleiben. Es ist strafbar ohne Erlaubnis die Quarantäne zu verlassen.
Des Weiteren gibt es mehrere Apps, die auf von der Regierung bereit gestellte Daten (per API) zugreifen, um Bürger darüber zu informieren wo noch Schutzmasken erhältlich sind.

### USA
In den USA gibt es die Contact-Tracing-Apps Care19, die in North Dakota und South Dakota verbreitet ist, sowie Healthy Together, welche in Utah ihren Verbreitungsschwerpunkt hat. Beide Apps versuchen zusätzlich anonymisierte GPS-Daten zu sammeln, da diese für Gesundheitsämter wichtig sind. Weitere Apps stehen kurz vor der Veröffentlichung: Covid Watch (Stanford University), sowie SafePaths und CoEpi (MIT). Die App COVID Control sammelt Daten über den Gesundheitszustand: Körpertemperatur und weiterer Symptome, die mit COVID-19 verknüpft sind.

### Italien
In Italien wurde die App Immuni vom italienischen Unternehmen Bending Spoons entwickelt.
Die App war interoperabel mit der deutschen und irischen Version, sodass hier auch grenzüberschreitende Infektionsketten nachverfolgt werden konnten.

### Georgien
In Georgien wurde eine vom österreichischen Verein Novid 20 entwickelte App eingeführt. Der Quellcode wurde als Open Source auf GitHub veröffentlicht.

### Indien
In Indien wurde Ende März die Contact-Tracing-App Aarogya Setu eingeführt. Anfang Mai war die App über 90 Millionen Mal installiert worden. Die App nutzt Bluetooth LE und zur Standortermittlung das Global Positioning System. Ab dem 4. Mai wurde die Nutzung der App für alle Beschäftigten in öffentlichen und privaten Unternehmen sowie für alle Personen in Quarantänezonen vorgeschrieben.

### Tschechien
Anfang April wurde die Contact-Tracing-App eRouška (ausgesprochen eRouschka) in Tschechien eingeführt. Rouška bedeutet grob übersetzt Mundschutz in dem Kontext. Sie nutzt Bluetooth LE. Die beliebte Kartenanwendung Mapy.cz bot aufgrund von COVID-19 GPS-Positionsverfolgung.

### Russland
Russland hat eine Tracking-App für in Moskau lebende Patienten mit der Diagnose COVID-19 eingeführt, die sicherstellen soll, dass sie ihr Haus nicht verlassen.

### Finnland
In Finnland wurde eine Contact-Tracing-App Corona Flash eingeführt, die von ca. der Hälfte der Bevölkerung heruntergeladen wurde und die Behörden beim Tracking unterstützte.

### Norwegen
In Norwegen wurde die Contact-Tracing-App Smittestopp eingeführt.

### Japan
In Japan wurde am 19. Juni 2020 die Contact-Tracing-App COCOA veröffentlicht. Es ist eine zu den Vorgaben von Apple und Google kompatible App.

## Bedenken

### Wirksamkeit
Am 16. April 2020 hat die Europäische Kommission ein „EU-Instrumentarium für die Nutzung von Mobil-Apps zur Kontaktnachverfolgung und Warnung“ veröffentlicht. Etwa zur selben Zeit veröffentlichte die Brookings Institution ein Essay von drei Wissenschaftlern, wonach Corona-Apps im besten Fall begrenzt nutzen würden, jedenfalls aber dafür gesorgt werden müsse, dass sie keinen Schaden anrichten. Der Sicherheitsexperte Bruce Schneier zeigte kurz darauf eine Reihe von technischen Gründen auf, warum die Technik nicht die Erwartungen erfüllen könnte. In Island bezeichneten die Behörden die dortige App trotz sehr hoher Verbreitung als wenig hilfreich.
Eine von Douglas J. Leith und Stephen Farrell am Trinity College Dublin durchgeführte Untersuchung kam zu dem Schluss, dass es in öffentlichen Verkehrsmitteln praktisch unmöglich sei, eine seriöse Abstandsmessung zwischen zwei Smartphones vorzunehmen. Damit könne nicht ermittelt werden, ob ein relevanter Kontakt bestanden hat. Für die Studie hatten die Forscher die in verschiedenen Ländern genutzten Regeln zur Berechnung für einen relevanten Kontakt angewandt. Bei den deutschen und schweizerischen Regeln wurde kein einziger Kontakt verzeichnet, unabhängig davon wie nahe die Personen einander waren. Bei Anwendung der italienischen Parameter wurden 50 Prozent der Fälle korrekt erkannt, 50 Prozent waren falsche Kontakte.
Tracing-Apps können zudem eine Reihe von Falschpositiven hervorrufen und damit Gesundheitsämter überfordern und/oder Unvorsichtigkeiten bewirken. Insbesondere dürfen Nutzer, die keinen gemeldeten Risikokontakt in der App sehen, sich dadurch nicht in falscher Sicherheit wiegen.
Im Dezember 2020 wurde als Grund für den vergleichsweise großen Erfolg Südkoreas bei der Kontaktpersonenverfolgung mit Hilfe spezieller Apps angeführt, dass in Südkorea „sehr genau nachgeschaut wird, ob man in den letzten zwei Wochen das Haus verlassen hat.“ Zu diesem Zweck ist es in Südkorea erlaubt, dass Behörden die Daten auf den Smartphones aller Quarantänepflichtigen lesen und auswerten. Eine derartige Praxis wäre mit dem in Deutschland geltenden „Recht auf informationelle Selbstbestimmung“ nicht vereinbar. Die Schaffung von Verhältnissen wie in Südkorea würde zudem voraussetzen, dass alle, die sich in Deutschland aufhalten, (also nicht nur Quarantänepflichtige) ein Smartphone besitzen, eine Warn-App installiert haben, das Smartphone beim Verlassen ihres Hauses angeschaltet haben und darauf achten, dass es während der gesamten Zeit des Aufenthalts außer Haus funktionstüchtig bleibt. Außerdem darf die Warn-App nicht deaktiviert sein. In Deutschland benutzen aber nur 41 % aller über 65-Jährigen wenigstens „hin und wieder“ ein Smartphone; das Bewegungsverhalten von Millionen Menschen könnte also in Deutschland selbst dann, wenn dies rechtlich zulässig wäre, nicht mit Hilfe einer App nachvollzogen werden.
Um annähernd die erhoffte Wirkung einer Warn-App erzielen zu können, muss diese von mindestens 60 % der Smartphone-Nutzer in einem Land regelmäßig eingesetzt werden. Von allen in Deutschland herunterladbaren Apps erreicht 2021 nur WhatsApp diese Quote.

### Datenschutz
Der Chaos Computer Club bezeichnet „Contact Tracing“ als „Risikotechnologie“. Grundsätzlich wohne dem Konzept einer „Corona App“ aufgrund der möglicherweise erfassten Kontakt- und Gesundheitsdaten ein enormes Risiko inne. Gleichzeitig gebe es breite Anwendungsmöglichkeiten für „Privacy-by-Design“-Konzepte und -Technologien, die in den letzten Jahrzehnten von der Krypto- und Privacy-Community entwickelt wurden. Mit Hilfe dieser Technologien sei es möglich, die Potenziale des „Contact Tracing“ zu entfalten, ohne eine Privatsphäre-Katastrophe zu schaffen. Allein deshalb seien sämtliche Konzepte strikt abzulehnen, die die Privatsphäre verletzen oder auch nur gefährden. Die auch bei konzeptionell und technisch sinnvollen Konzepten verbleibenden Restrisiken müssen laut dem Chaos-Computer-Club fortlaufend beobachtet, offen debattiert und so weit wie möglich minimiert werden. Daher legte der Chaos-Computer-Club „10 Prüfsteine für die Beurteilung von ‚Contact Tracing‘-Apps“ vor. Eine dieser Anforderungen sei, dass „IDs für ‚Contact Tracing‘ über Drahtlostechnik (z. B. Bluetooth oder Ultraschall) […] nicht auf Personen zurückführbar sein“ dürften und „häufig wechseln“ müssten. Aus diesem Grund verbiete sich auch „eine Verbindung mit oder Ableitung von IDs aus Kommunikationsbegleitdaten wie Push-Tokens, Telefonnummern, verwendeten IP-Adressen, Gerätekennungen etc.“
Der deutsche Bundesbeauftragte für den Datenschutz und die Informationsfreiheit, Ulrich Kelber, sagte in einem Interview mit dem Fernsehsender n-tv hierzu: „Es gibt natürlich Grenzen, wo man auch nicht freiwillig auf Freiheitsrechte verzichten kann. Das ist eine ganz wichtige Säule unseres Rechtsstaats. Diese roten Linien haben wir aber noch lange nicht beim Kampf gegen die Pandemie erreicht.“ Er gibt zu bedenken: Auf die Frage „Wären Sie bereit, auf Datenschutz zu verzichten, um sich oder andere vor dem Virus zu schützen?“ hätten „etwa 64 Prozent mit Ja“ geantwortet. Er stellt hierbei allerdings klar: „Ich halte die Frage für unfair, weil sie nicht konkret ist. Wenn ich fragen würde: ‚Sind Sie einverstanden, dass Sie nach einer Infektion im Radio mit Namen und Adresse genannt werden?‘, würden das viele als völlig unnötig ablehnen. Es geht um die Verhältnismäßigkeit.“